# Frédéric III de Leuchtenberg
Frédéric III de Leuchtenberg  (mort le 27 mars 1329 au château de Holnstein près de Berching) est prince-évêque d'Eichstätt de 1328 à sa mort.

## Biographie
Frédéric III est issu de la famille des landgraves de Leuchtenberg. Le siège éponyme est Leuchtenberg. Frédéric III est le fils aîné de Frédéric II et d'Élisabeth, une fille du comte Rapoto II d'Ortenburg.
Frédéric est d'abord moine cistercien à Aldersbach puis abbé de Langheim de 1304 à 1306 puis en 1306 d'Ebrach. Il est nommé nouvel évêque d'Eichstätt par le pape Jean XXII le 11 avril 1328, contre l'avis du chapitre. Il est ordonné le 15 mai 1328 à Avignon par Pierre des Prés, cardinal-évêque de Palestrina. Après son retour de la curie, les citoyens d'Eichstätt et le clergé empêchent l'évêque d'entrer. Ce dernier est contraint d'aller dans le château de Holnstein, près de Berching. Le 15 mars 1329, il reçoit une demande directe de Jean XXII pour reconnaître Henri III de Virnebourg nouvel archevêque de Mayence, ce que le chapitre de la cathédrale là-bas refuse aussi.
Il meurt au château. Son corps est enterré d'abord à Ebrach, puis en 1346 dans la crypte des Leuchtenberg dans l'église de l'abbaye de Waldsassen. La pierre tombale qui n'existe plus est décrite par Kaspar Brusch et Wiguleus Hund au XVIe siècle.
Une illumination dans le pontifical de Gundekar II montre Frédéric dans l'habit cistercien, assis dans un faldistoire, avec une mitre et un bâton d'évêque.